# 翁丽莲
翁丽莲（Yang Li Lian，1993年1月26日—）是馬來西亞女子羽毛球运动员，在2015年退出國家隊。

## 簡歷
翁丽莲在9岁時受两名哥哥影响，开始接触羽球，並跟隨前中国男单世界冠军韩健教练。从13岁起，她便在武吉加里尔体育學校接受訓練。
2014年2月，翁丽莲出戰伊朗國際挑戰賽，在女單決賽以0比2（10-21、15-21）不敵隊友郑清亿，屈居亞軍。
2015年1月，翁丽莲向大马国羽女单教练黄达明提交辞职信，正式退出国家队。她表示，自己多年來在国家队打球，已对此运动感到厌倦，是时候开拓外面的世界。從國家隊退役後，她在HELP學院求學，並以自由人身分繼續參加羽毛球比賽，又代表八打靈再也出戰紫盟聯賽。

## 主要比賽成績
| 年份   | 賽事                     | 公開賽級別 | 項目     | 搭檔              | 成績   |
| ------ | ------------------------ | ---------- | -------- | ----------------- | ------ |
| 2010年 | 亞洲青年羽毛球錦標賽     | 其他       | 混合團體 | －                | 亞軍   |
| 2010年 | 亞洲青年羽毛球錦標賽     | 其他       | 女子雙打 | 謝淑雅            | 準決賽 |
| 2010年 | 世界青年羽毛球錦標賽     | 其他       | 混合團體 | －                | 季軍   |
| 2011年 | 亞洲青年羽毛球錦標賽     | 其他       | 混合團體 | －                | 亞軍   |
| 2011年 | 世界青年羽毛球錦標賽     | 其他       | 混合團體 | －                | 冠軍   |
| 2014年 | 伊朗羽毛球國際挑戰賽     | 國際挑戰賽 | 女子單打 | －                | 亞軍   |
| 2014年 | 馬來西亞羽毛球國際挑戰賽 | 國際挑戰賽 | 女子單打 | －                | 準決賽 |
| 2015年 | 巴林羽毛球國際系列賽     | 國際系列賽 | 女子單打 | －                | 冠軍   |
| 2015年 | 巴林羽毛球國際系列賽     | 國際系列賽 | 混合雙打 | 陳業駿            | 冠軍   |
| 2016年 | 波蘭羽毛球公開賽         | 國際挑戰賽 | 女子單打 | －                | 準決賽 |
| 2017年 | 冰島羽毛球國際賽         | 國際系列賽 | 女子單打 | －                | 冠軍   |
| 2017年 | 冰島羽毛球國際賽         | 國際系列賽 | 女子雙打 | 謝沂逾            | 冠軍   |
| 2017年 | 世界大學運動會羽毛球比賽 | 其他       | 混合團體 | －                | 銅牌   |
| 2017年 | 世界大學運動會羽毛球比賽 | 其他       | 女子單打 | －                | 銅牌   |
| 2018年 | 愛爾蘭羽毛球公開賽       | 國際系列賽 | 女子雙打 | 艾米莉·韦斯特伍德 | 冠軍   |

| 2007-2017年 | 首要超級賽 | 超級賽 | 黃金大獎賽 | 大獎賽 | 國際挑戰賽 | 國際系列賽 | 未來系列賽 | 其他 |

| 2018-2026年 | 總決賽 | 超級1000賽 | 超級750賽 | 超級500賽 | 超級300賽 | 超級100賽 | 國際挑戰賽 | 國際系列賽 | 未來系列賽 | 其他 |